# Lampethusa
Lampethusa is een geslacht van wantsen uit de familie van de Miridae (Blindwantsen). Het geslacht werd voor het eerst wetenschappelijk beschreven door William Lucas Distant in 1884.

## Soorten
Het genus bevat de volgende soorten:

- Lampethusa anatina Distant, 1884
- Lampethusa annulata (Distant, 1883)
- Lampethusa attenuata (Distant, 1883)
- Lampethusa collaris Reuter, 1909
- Lampethusa diamantina Carvalho, 1984
- Lampethusa nicholi Knight, 1933
- Lampethusa tupinambana Carvalho, 1977
- Lampethusa viannai Carvalho, 1947